# Bath (Saint Kitts i Nevis)
Bath – wieś w państwie Saint Kitts i Nevis (parafia Saint John Figtree), na  zachodnim wybrzeżu wyspy Nevis, nad Morzem Karaibskim, na południe od Charlestown, w której znajdują się gorące źródła wulkaniczne, używane od wielu wieków do uzdrawiających leczniczych kąpieli. W XVIII wieku blisko źródła gorąch źródeł wybudowano elegancki hotel (Bath Hotel) z kamiennymi dwupiętrowymi łaźniami, używany obecnie jako budynek rządowy.